# Olympische Sommerspiele 2004/Teilnehmer (Nauru)
| Gelbes Symbol für Goldmedaillen mit stilisierten Olympischen Ringen | Graues Symbol für Silbermedaillen mit stilisierten Olympischen Ringen | Braundes Symbol für Bronzemedaillen mit stilisierten Olympischen Ringen |
| ------------------------------------------------------------------- | --------------------------------------------------------------------- | ----------------------------------------------------------------------- |
| —                                                                   | —                                                                     | —                                                                       |

Nauru nahm mit drei Athleten an den Olympischen Sommerspielen 2004 in Athen teil.

## Teilnehmer nach Sportart

### Gewichtheben
- Reanna Solomon
Damen bis 75 kg (11. Platz)
- Yukio Peters
Herren bis 69 kg (8. Platz (OD*))
- Itte Detenamo
Herren über 105 kg (14. Platz)

* OD = Olympisches Diplom